# Таобэй
Таобэ́й (кит. упр. 洮北, пиньинь Tāoběi, буквально: «к северу от реки Таоэрхэ») — район городского подчинения городского округа Байчэн провинции Гирин (КНР). Это — единственный район городского подчинения в составе Байчэна, он является политическим и экономическим центром Байчэна.

## История
В октябре 1958 года путём объединения посёлка Байчэн с прилегающим районом был образован уездный город Байчэн. В августе 1993 года на северо-западе провинции Гирин был образован городской округ Байчэн, а оказавшийся в его составе уезд Байчэн стал городским районом Таобэй.

## Административное деление
Район Таобэй делится на 10 уличных комитетов, 7 посёлков, 4 волости и 1 национальную волость.

## Соседние административные единицы
Район Таобэй граничит со следующими административными единицами:
- Городской уезд Таонань (на юге)
- Городской уезд Даань (на востоке)
- Уезд Чжэньлай (на северо-востоке)
- Автономный район Внутренняя Монголия (на северо-западе)